# Aaron Frankcomb
Aaron Frankcomb, né le 4 avril 1985 à Hobart, est un joueur professionnel de squash représentant l'Australie. Il atteint, en novembre 2009 la 38e place mondiale sur le circuit international, son meilleur classement.

## Biographie
Junior prometteur, il remporte toutes les catégories de jeunes en Australie.
En raison de blessures persistantes au genou, Frankcomb s'est largement retiré du World Tour après la fin de la saison 2011.Bien qu'il n'ait participé qu'à deux tournois en 2012 et 2013, tous en Australie, il remporte l'un d'entre eux et se qualifie pour la finale dans un autre.

## Palmarès

### Titres
- Open de Chine : 2010